# Quincy (Michigan)

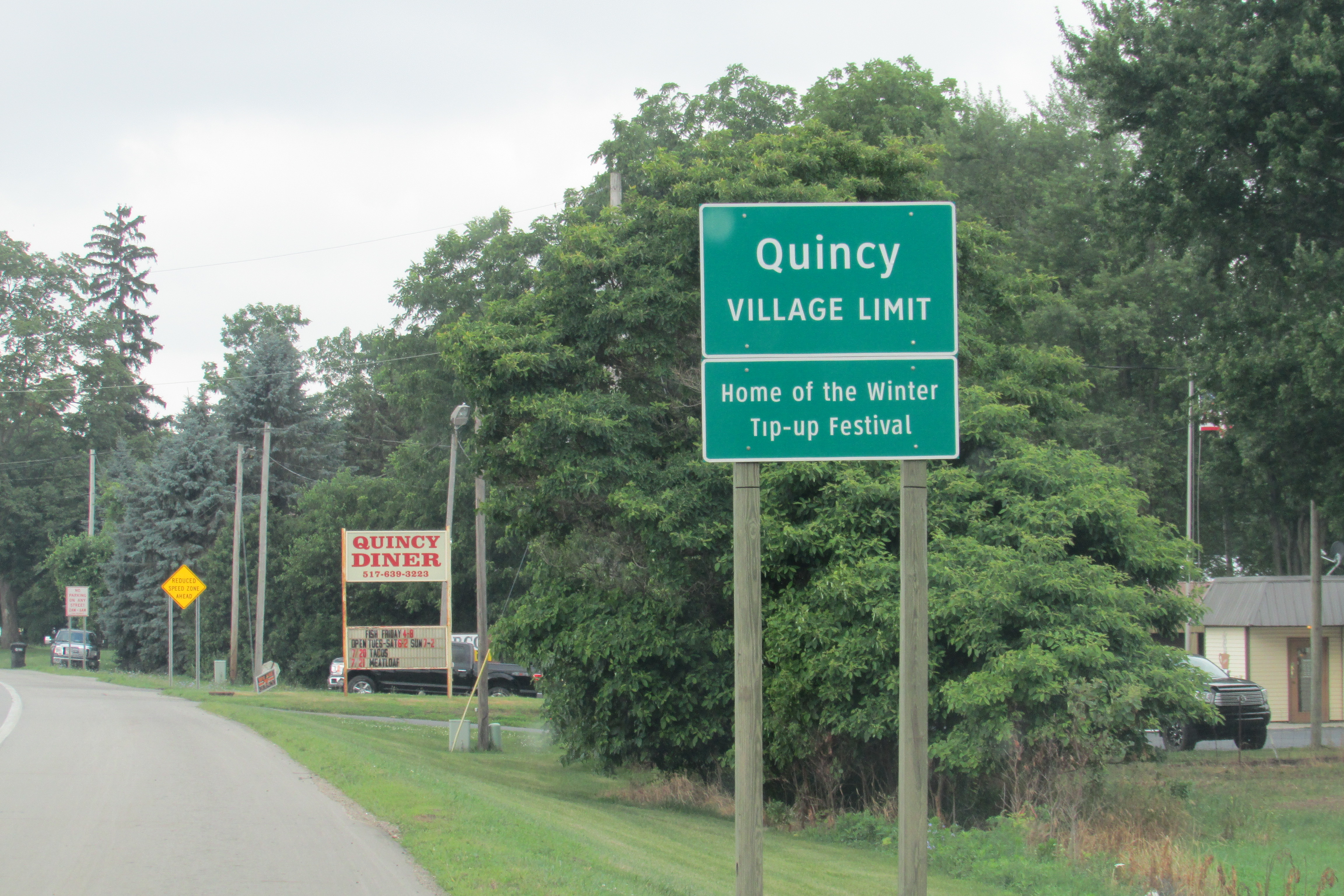
Placa rodoviária da vila

Quincy é uma vila localizada no estado americano de Michigan, no Condado de Branch.

## Demografia
Segundo o censo americano de 2000, a sua população era de 1701 habitantes.
Em 2006, foi estimada uma população de 1630, um decréscimo de 71 (-4.2%).

## Geografia
De acordo com o United States Census Bureau tem uma área de
3,3 km², dos quais 3,3 km² cobertos por terra e 0,0 km² cobertos por água.

## Localidades na vizinhança
O diagrama seguinte representa as localidades num raio de 20 km ao redor de Quincy.